# 백점기
백점기(白点基, 1957년 1월 7일 ~ 현재)는 경상남도 사천 출신으로 세계적으로 저명한 한국인 조선해양공학자이다. 현재는 영국 유니버시티 칼리지 런던의 기계공학부 교수이다.
해상환경에 노출되어 있는 선박과 해양플랜트설비의 비선형 구조역학 분야로 이름을 알렸으며, 대표적인 연구분야로는 한계상태설계와 위험도 기반 설계 등이 있다. 약 30년간 총 500 여편의 논문을 발표하였고, 이 중에 300 여편은 국제학술지에 게재되었다. 2022년 10월 기준 100회 이상 인용된 논문은 모두 29편이며, 전체 인용수는 13,000회 이상이다.

## 학력
- 부산대학교 조선해양공학 학사 (1981)
- 오사카대학교 조선해양공학 석사 (1984)
- 오사카대학교 조선해양공학 박사 (1987)

## 대표경력
2022년~ Harbin Engineering University 석좌교수
2022년~ Ningbo University 석좌교수
2015년~ University College London 정교수
2006년~ 국제학술지 Ships and Offshore Structures 창립자 및 편집장
2008년~2022년 부산대학교 선박해양플랜트기술연구원장
1989년~2022년 부산대학교 조선해양공학과 교수
2018년~ University of Aberdeen 명예교수
2017년~ University of Strathclyde 명예교수
2017년~ Southern University of Science and Technology 명예교수

## 수상 경력
- 2020년 영국왕립조선학회 최우수 논문상[2]
- 2015년 영국왕립조선학회 William Froude Medal[3]
- 2014년 과학기술훈장 웅비장[4]
- 2013년 경암학술상 공학부문[5]
- 2013년 미국조선학회 David W. Taylor Medal[3]
- 2013년 ASME[6] 최우수 논문상
- 2013년 영국왕립조선학회 최우수 논문상
- 2012년 대한조선학회 공학상
- 2010년 영국왕립조선학회 최우수 논문상
- 2009년 서울대학교 출판부 '세계를 이끄는 한국의 창조적 공학자 29인' 선정
- 2008년 대한조선학회 학술상
- 2006년 미국조선해양공학회 최우수 논문상
- 2003년 영국왕립조선학회 최우수 논문상
- 2002년 부산과학기술상
- 1996년 한국과학기술단체총연합회 최우수 논문상
- 1995년 대한조선학회 최우수 논문상
- 1995년 영국왕립조선학회 최우수 논문상

## 저서
- Y. Bai and J.K. Paik (2023) Risk Assessment and Management for Ships and Offshore Structures, Elsevier Science & Technology, Amsterdam, Netherlands.
- J.K. Paik (2022) Ship-Shaped Offshore Installations: Design, Building, Operation, Healthcare and Decommissioning, 2nd Edition, Cambridge University Press, Cambridge, UK.
- J.K. Paik (2020) Advanced Structural Safety Studies with Extreme Conditions and Accidents, Springer, Singapore.
- J. Jia and J.K. Paik (2018) Engineering Dynamics and Vibrations – Recent Developments, CRC Press, UK.
- J.K. Paik (2018) Ultimate Limit State Analysis and Design of Plated Structures, 2nd Edition, John Wiley & Sons, Chichester, UK.
- Hughes and J.K. Paik (2013) Ship Structural Analysis and Design, The Society of Naval Architects and Marine Engineers, Alexandria, VA, USA.
- J.K. Paik and R.E. Melchers (2008) Condition Assessment of Aged Structures, CRC Press, New York, USA.
- J.K. Paik and A.K. Thayamballi (2007) Ship-Shaped Offshore Installations: Design, Building, and Operation, Cambridge University Press, Cambridge, UK.
- J.K. Paik and A.K. Thayamballi (2003) Ultimate Limit State Design of Steel-Plated Structures, John Wiley & Sons, Chichester, UK.